# Shawnee Smith
Shawnee Smith (Orangeburg, Carolina del Sur, 3 de julio de 1969) es una actriz estadounidense. Ha tenido papeles secundarios en varias películas como Armageddon o Leaving Las Vegas. El éxito le llegó por su papel de Linda en la comedia de CBS Becker. En cine, su papel más destacado es el de Amanda Young en la saga de terror Saw. Desde 2012, protagonizó la serie de televisión de comedia transmitida por FX Anger Management junto a Charlie Sheen y Selma Blair.

## Filmografía

### Filmes
| Año  | Título                      | Rol                     | Notas |
| ---- | --------------------------- | ----------------------- | --- |
| 1982 | Annie                       | Bailarina               | |
| 1986 | Iron Eagle                  | Joenie                  | |
| 1987 | Summer School               | Rhonda Altobello        | |
| 1988 | The Blob                    | Meg Penny               | Nominada en la categoría de mejor actriz joven en una película de terror o misterio en los Young Artist Awards |
| 1989 | Who's Harry Crumb?          | Nikki Downing           | |
| 1990 | Desperate Hours             | May Cornell             | |
| 1995 | Leaving Las Vegas           | Joven ciclista          | |
| 1995 | The Low Life                | Vagabunda               | |
| 1996 | Female Perversions          | Vendedora de maquillaje | |
| 1997 | Every Dog Has Its Day       | Pelirroja               | |
| 1997 | Dead Men Can't Dance        | Sgt. Addy Cooper        | |
| 1997 | Greater Than a Tiger        | Alice                   | Cortometraje                                                                                                   |
| 1997 | Men                         | Clara                   | |
| 1997 | Dogtown                     | Tammy Hayes             | |
| 1997 | Bombshell                   | Shelly                  | |
| 1998 | Armageddon                  | Pelirroja               | |
| 1998 | Carnival of Souls           | Sandra Grant            | |
| 1998 | The Party Crashers          | Carolyn                 | |
| 1999 | A Slipping-Down Life        | Faye-Jean Lindsay       | |
| 1999 | Breakfast of Champions      | Bonnie MacMahon         | |
| 1999 | Eat Your Heart Out          | Nicole                  | Título alternativo: American Shrimps                                                                           |
| 2002 | Never Get Outta the Boat    | Dawn                    | |
| 2004 | Saw                         | Amanda Young            | |
| 2004 | The Almost Guys             | Bigger                  | |
| 2005 | La isla                     | Suzie                   | |
| 2005 | Saw II                      | Amanda Young            | |
| 2006 | The Scott Tibbs Documentary | Amanda Young            | Cortometraje                                                                                                   |
| 2006 | Saw III                     | Amanda Young            | Nominada para un Eyegore Nominada para un Scream Award                                                         |
| 2007 | Saw IV                      | Amanda Young            | Material de archivo Ganadora de un Eyegore Award                                                               |
| 2008 | Saw V                       | Amanda Young            | Material de archivo                                                                                            |
| 2008 | Repo! The Genetic Opera     | Heather Sweet           | |
| 2009 | The Grudge 3                | Dra. Francine Sullivan  | Directo a video                                                                                                |
| 2009 | Saw VI                      | Amanda Young            | |
| 2010 | Kill Speed                  | Honey                   | |
| 2010 | Saw 3D                      | Amanda Young            | Material de archivo                                                                                            |
| 2013 | Jayne Mansfield's Car       | Vicky Caldwell          | |
| 2013 | Grace Unplugged             | Michelle Trey           | |
| 2016 | Savannah Sunrise            | Joy                     | |
| 2016 | Believe                     | Dra. Nancy Wells        | |
| 2021 | Christmas vs. the Walters   | Diane Walters           | |
| 2023 | Saw X                       | Amanda Young            | |

### Televisión
| Año       | Título                                   | Rol                           | Notas |
| --------- | ---------------------------------------- | ----------------------------- | --- |
| 1984      | Silver Spoons                            | Tawny                         | 1 episodio |
| 1985      | Not My Kid                               | Carol                         | Película para televisión                                                                                                   |
| 1985      | It's Your Move                           | Brenda                        | 1 episodio |
| 1985      | Cagney & Lacey                           | Hija de la Sra. Zal           | 1 episodio |
| 1985      | Crime of Innocence                       | Jodi Hayward                  | Película para televisión, nominada para actriz joven excepcional protagonista de un especial de TV o película de la semana |
| 1986      | All Is Forgiven                          | Sonia Russell                 | Papel recurrente; 9 episodios                                                                                              |
| 1986      | Easy Prey                                | Tina Marie Risico             | Película para televisión                                                                                                   |
| 1988      | Bluegrass                                | Alice Gibbs                   | Película para televisión                                                                                                   |
| 1988      | I Saw What You Did                       | Kim Fielding                  | Película para televisión                                                                                                   |
| 1989-1990 | Brand New Life                           | Amanda Gibbons                | Papel recurrente; 6 episodios                                                                                              |
| 1990      | Lucky Chances                            | Olympia Stanislopolous Golden | Miniserie |
| 1993      | Murder, She Wrote                        | Jill Cleveland                | 1 episodio |
| 1994      | The Stand                                | Julie Lawry                   | Miniserie; 2 episodios |
| 1994      | The X-Files                              | Jessie O'Neil                 | 1 episodio: «Firewalker»                                                                                                   |
| 1996      | Face of Evil                             | Jeanelle Polk                 | Película para televisión                                                                                                   |
| 1997      | Something Borrowed, Something Blue       | Teri                          | Película para televisión                                                                                                   |
| 1997      | Arsenio                                  | Laura Lauman                  | Papel recurrente; 6 episodios                                                                                              |
| 1997      | The Shining                              | Mesera                        | Miniserie |
| 1997-1998 | The Tom Show                             | Florence Madison              | Papel recurrente; 19 episodios                                                                                             |
| 1998      | Players                                  | Lila                          | 1 episode |
| 1998      | Twice Upon a Time                        | Maggie Fowler                 | Película para televisión                                                                                                   |
| 1998-2004 | Becker                                   | Linda                         | Papel principal; 129 episodios                                                                                             |
| 2003      | Kim Possible                             | Vivian Porter (voz)           | 1 episodio |
| 2005      | Washington Street                        |                               | Película para televisión                                                                                                   |
| 2007      | Traveling in Packs                       | Ivy                           | Piloto de TV |
| 2007      | Secrets of an Undercover Wife            | Lisa Wilder-Crews             | Película para televisión                                                                                                   |
| 2008      | 30 Days of Night: Dust to Dust           | Detective Gina Harcourt       | Miniserie; también productora ejecutiva                                                                                    |
| 2008      | Scream Queens                            | Ella misma                    | Anfitriona y mentor; 8 episodios                                                                                           |
| 2010      | The Secret Life of the American Teenager | Carrie Costigan               | 2 episodios |
| 2010      | Law & Order: Los Angeles                 | Trudy                         | 1 episodio |
| 2012-2014 | Anger Management                         | Jennifer Goodson              | Papel principal; 94 episodios                                                                                              |

### Videojuegos
| Año  | Título                      | Rol                           | Notas        |
| ---- | --------------------------- | ----------------------------- | ------------ |
| 2002 | Grand Theft Auto: Vice City | Imagen femenina de Fever 105  | Papel de voz |
| 2012 | Lollipop Chainsaw           | Mariska, Queen of Psychedelia | Papel de voz |